# Chiharu Nishikata
Chiharu Nishikata (jap. 西方 千春, Nishikata Chiharu; * 13. Februar 1959) ist ein ehemaliger japanischer Skispringer und Skisprungtrainer.
Nishikata sprang zwischen 1981 und 1987 im Skisprung-Weltcup. Sein Debüt gab er am 30. Dezember 1981 zum Auftakt der Vierschanzentournee 1981/82 in Oberstdorf. Bei seiner ersten Vierschanzentournee blieb er jedoch erfolglos. In seinem ersten Springen nach der Tournee in Thunder Bay konnte er mit dem 13. Platz seine ersten Weltcup-Punkte gewinnen. Bei der Nordischen Skiweltmeisterschaft 1982 in Oslo sprang Nishikata auf der Normalschanze auf den 22. und auf der Großschanze auf den 46. Platz. Nachdem er auch bei der Vierschanzentournee 1982/83 erfolglos geblieben war, legte er für zwei Jahre eine internationale Wettkampfpause ein. Erst zur Nordischen Skiweltmeisterschaft 1985 in Seefeld in Tirol gehörte er erneut zum Aufgebot Japans. Dabei erreichte er auf der Normalschanze den 31. und auf der Großschanze den 19. Platz. Im Teamspringen wurde er gemeinsam mit Yatarō Watase, Akira Satō und Masahiro Akimoto am Ende Sechster. Beim Springen in Sapporo ein Jahr nach der Weltmeisterschaft schaffte er erneut mit Platz 13 den Sprung in die Punkteränge. Bei der Vierschanzentournee 1986/87 blieb Nishikata erneut erfolglos. Lediglich in den folgenden zwei Weltcup-Springen in Sapporo konnte er erneut Weltcup-Punkte erreichen. Dabei erreichte er mit Platz 7 das höchste Einzelresultat seiner Karriere bei einem Weltcup-Springen. Den zweiten und für ihn letzten Weltcup seiner Karriere beendete er auf dem 11. Platz.
Nishikata trat noch einmal bei der Nordischen Skiweltmeisterschaft 1993 an, bevor er seine Karriere endgültig beendete. Auf der Normalschanze im schwedischen Falun erreichte er am Ende den 6. Platz.